# منتخب النمسا تحت 18 سنة لهوكي الجليد للرجال
منتخب النمسا تحت 18 سنة لهوكي الجليد للرجال هو ممثل النمسا الرسمي في المنافسات الدولية في هوكي الجليد تحت 18 سنة.